# Sallatu
Sallatu, Salatu, Sallat – miasto w północnej Babilonii, leżące na wschodnim brzegu Eufratu, w pobliżu miasta Sippar. W 885 r. p.n.e., w trakcie swej wyprawy wojennej do Babilonii, asyryjski król Tukulti-Ninurta II (890-884 p.n.e.) zatrzymał się i spędził noc w Sallatu (ina URU sa-la-ti). Zgodnie z jego rocznikami miasto to znajdować się miało w odległości dnia marszu od Sippar (gdzie spędził poprzednią noc) i od Dur-balati (gdzie spędził następną noc). Pod koniec panowania asyryjskiego króla Salmanasara III (858-824 p.n.e.) Sallatu (URU sal-lat) wraz z sąsiadującym z nim miastem Dur-balati oraz wieloma innymi miastami dołączyło do wielkiej rebelii zainicjowanej przez Aszur-da’’in-apla, syna króla, który podjął próbę przejęcia władzy w Asyrii. Rebelię tą udało się dopiero stłumić Szamszi-Adadowi V (823-811 p.n.e.), innemu synowi i następcy Salmanasara III. 